# Holetice
Holetice (německy Holetitz) jsou malá vesnice v Mostecké pánvi v okrese Chomutov. Stojí 8,5 kilometru jihovýchodně od Chomutova a 2,5 kilometru jihovýchodně od Března v nadmořské výšce 265 metrů. Vesnice byla založena ve dvanáctém století a velkou část své existence patřila k ahníkovskému panství. Obyvatelé se živili především zemědělstvím, ale v devatenáctém století se v blízkosti těžila drobná ložiska železné rudy a později také hnědé uhlí. Ve druhé polovině dvacátého století se vesnice téměř vylidnila a stala se částí obce Březno. Jižně od vesnice vede železniční trať Lužná u Rakovníka – Chomutov.
Holetice stojí ve stejnojmenném katastrálním území o rozloze 3,59 km².

## Název
Vesnice vznikla spojením dvou osad, z nichž jedna se jmenovala Olgoztiz. Tento název je zkomolenou variantou odvozenou z osobního jména Vlhošť (Vlgostici, lidé Vlhošťovi). Název druhé osady je odvozen ze jména Holeta ve významu ves lidí Holetových. V historických pramenech se vesnice vyskytuje pod názvy: Olgoztiz (1195), Holaticz (1290), in Holaticz (1302), z holoticz (1431), in Vlhosticzich (1447), na vsi Holeticze (1541), w Vhosiczych (1543), w Auhossticzych (1544), Holeticzy (1608), Holeticzy (1623), Holetitz (1787) nebo Holletitz (1846). Jiná hypotéza předpokládá odvození názvu ze slova holota ve smyslu vesnice založená chudými lidmi.

## Historie
První písemná zmínka o vesnici z roku 1195 se nachází v konfirmační listině waldsasského kláštera předložené knížeti Jindřichu Břetislavovi. Dalším známým majitelem se po polovině patnáctého století stal Beneš z Veitmile († 1496), kterému patřilo chomutovské panství. Roku 1606 vesnici získal Linhart Štampach ze Štampachu, a připojil ji k ahníkovskému panství. Jeho součástí Holetice zůstaly až do roku 1850. Po Linhartovi vesnici zdědil syn Jan Jindřich Štampach, který se zúčastnil stavovského povstání, za což mu byl zabaven majetek. Ahníkovské panství poté koupil od královské komory Jaroslav Bořita z Martinic.
Podle berní ruly z roku 1654 ve vsi žilo devět sedláků a dva poddaní bez většího majetku, kteří měli dohromady dvě krávy, čtyři ovce, prase a kozu. Sedlákům patřilo celkem 34 potahů, 21 krav, 28 jalovic, 61 ovcí, 62 prasat a 23 koz. Tereziánský katastr z roku 1748 uvádí také vrchnostenský mlýn s jedním kolem. Podle soupisu panství, který nechala roku 1794 sestavit Marie Anna z Althanu, měla vesnice 24 domů se sto obyvateli, z nichž bylo devět sedláků, šest chalupníků a devět domkářů. Živili se především prací na poli. Pěstovaly se obiloviny, luštěniny, řepa a brambory. Ve vsi pracoval také švec, krejčí a tesař.
V devatenáctém století zde existoval železnorudný důl, ve kterém se těžil pyrit na výchozu uhelné sloje. V roce 1806 se v něm vytěžilo 110 tun suroviny. Kromě něj byl u vesnice v roce 1920 otevřen K. Koškou hnědouhelný důl Oktavián (někdy též Kutschera). Těžební práce trvaly jen krátkou dobu a v roce 1923 byly kvůli hospodářské krizi ukončeny po vytěžení několika tisíc tun uhlí.
Holetice měly vlastní školu, kterou nechal roku 1826 postavit majitel panství i s bytem učitele. Roku 1894 ji nahradila nová budova postavená na náklady obce. České děti však navštěvovaly ještě po první světové válce školu v Březně.
Roku 1832 vypukla epidemie cholery. Z let 1876, 1881, 1886 a 1896 se dochovaly záznamy o povodních na Hutné. Naopak v letech 1893, 1921 a 1933 bylo takové sucho, že říčka i studny téměř vyschly, a lidé museli pro vodu pro dobytek jezdit k Ohři nebo do Denětic, kde bývala vydatnější studna. K rozvoji vesnice naopak přispěla výstavba železniční trati v letech 1869–1870. Roku 1910 byl postaven vodovod, ale ani on občasné problémy se suchem nevyřešil. Elektrifikace vesnice proběhla roku 1922.
Po druhé světové válce byli původní němečtí obyvatelé vystěhováni, a počet obyvatel tak klesl téměř na třetinu předválečného počtu. Pokles počtu obyvatel navíc pokračoval, až se vesnice téměř vylidnila. Chybějící obchod od roku 1972 nahrazovala pojízdná prodejna, která do vesnice zajížděla dvakrát týdně. V zemědělském areálu hospodařil Státní statek Střezov, ale později nevyužívaný areál zcela zchátral. Okolní pole na počátku 21. století obdělávala firma Agro Březno.

## Obyvatelstvo
Při sčítání lidu v roce 1921 zde žilo 174 obyvatel (z toho 91 mužů), z nichž bylo 26 české a 148 německé národnosti. Kromě jednoho evangelíka patřili k římskokatolické církvi. Podle sčítání lidu z roku 1930 měla vesnice 154 obyvatel: 24 Čechů, 126 Němců a čtyři Židy. Deset lidí bylo bez vyznání, čtyři židé, jeden evangelík a ostatní se hlásili k římskokatolické církvi.
|                                                                   | 1869 | 1880 | 1890 | 1900 | 1910 | 1921 | 1930 | 1950 | 1961 | 1970 | 1980 | 1991 | 2001 | 2011 | 2021 |
| ----------------------------------------------------------------- | ---- | ---- | ---- | ---- | ---- | ---- | ---- | ---- | ---- | ---- | ---- | ---- | ---- | ---- | ---- |
| Obyvatelé                                                         | 178  | 175  | 152  | 149  | 179  | 174  | 154  | 69   | 50   | 60   | 35   | 14   | 19   | 8    | 16   |
| Domy                                                              | 25   | 32   | 31   | 31   | 32   | 34   | 30   | 17   | —    | 11   | 8    | 6    | 5    | 5    | 5    |
| Počet domů z roku 1961 je zahrnut v celkovém počtu domů Střezova. |      |      |      |      |      |      |      |      |      |      |      |      |      |      |      |

## Obecní správa

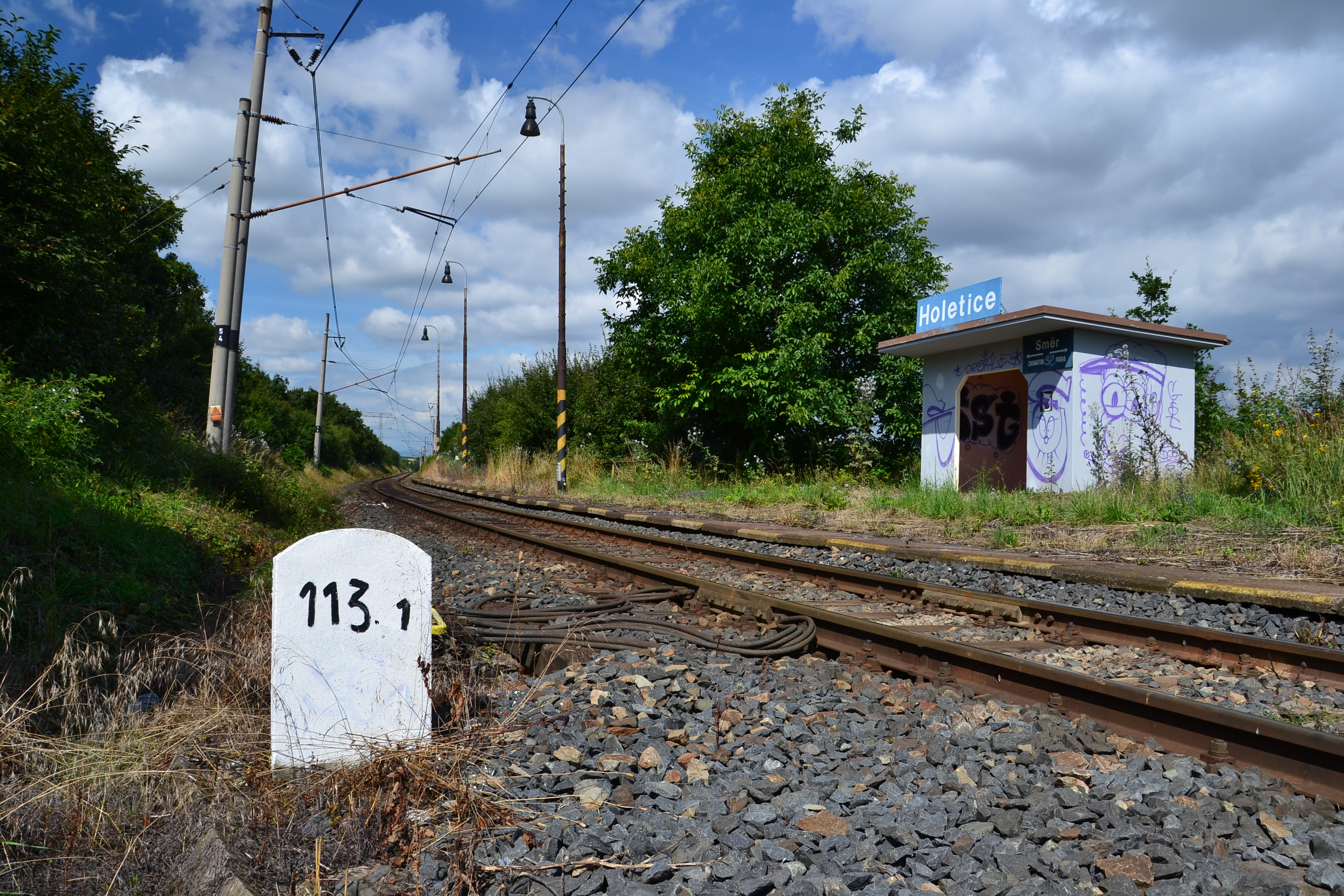
Železniční zastávka v roce 2011

Po zrušení poddanství se Holetice staly samostatnou obcí. V letech 1868–1880 byl jejich součástí také Střezov, ke kterému byly naopak Holetice připojeny 1. ledna 1963. Hned následujícího roku však byly obě vesnice připojeny k Březnu. Podle článku Vývoj územní správy na Chomutovsku však ke zrušení obce a připojení ke Střezovu došlo nejpozději 30. června 1960.
Při volbách do obecních zastupitelstev konaných 22. května 1938 v Holeticích žilo osmdesát voličů. Volby však neproběhly, protože kandidátní listinu podala pouze Sudetoněmecká strana, která se tak automaticky stala vítězem voleb.

## Pamětihodnosti
Ve vesnici stával pískovcový sloup se sochou Krista z roku 1710 a na domě čp. 2 bývala socha Piety ze druhé poloviny osmnáctého století. Zanikly také kříže ze sedmnáctého a osmnáctého století, které stávaly v okolí vesnice.